# 柴田文次
柴田 文次（しばた ぶんじ、1901年3月14日 - 1974年3月27日）は、日本の実業家。キーコーヒー株式会社創業者。
息子の柴田博一、義息の大木久もキーコーヒー株式会社の代表を務めた。

## 概要
物価統制令によるコーヒー公正価格の撤廃促進運動、インスタントコーヒーの国内製造導入推進、生豆の不公平な関税改善などに尽力。木村コーヒー店からはアートコーヒー創業者の若林秀雄、関連会社の木村産業からはカリタ創業者の糸満盛京を輩出。また家庭用レギュラーコーヒーが流行の兆しを見せた折には、その宣伝普及に努めた。

## 略歴
- 1901年（明治34年） 東京市にて木村家8人兄弟姉妹の次男として生まれる。
- 1919年（大正8年） カフエ・パウリスタ横浜店に勤める。
- 1920年（大正9年） 横浜福富町にてコーヒー商『木村商店』を開店。
- 1922年（大正11年） 木村家の遠縁にあたる柴田家に婿養子として迎えられ姓を改める。
- 1923年（大正12年） 関東大震災に被災し妻子を含む柴田家の親類縁者を失う。
- 1928年（昭和3年） 屋号を『木村商店』から『木村コーヒー店』へと改称。
- 1934年（昭和9年）台湾嘉義県にコーヒー農場を開く。
- 1969年（昭和44年）藍綬褒章を受章。
- 1974年（昭和49年）勲五等双光旭日章を受章。
- - 心筋梗塞により逝去。73歳。

## 栄典
- 1969年- 藍綬褒章
- 1974年- 勲五等双光旭日章